# Julio Cesar (ur. 1995)
Julio Cesar, właśc. Julio Cesar Moreira Ribeiro (ur. 18 kwietnia 1995 w Cerqueira César, w stanie São Paulo) – brazylijski piłkarz, grający na pozycji napastnika.

## Kariera piłkarska

### Kariera klubowa
Wychowanek klubu Guaratinguetá, w barwach którego w 2016 rozpoczął karierę piłkarską. 17 lutego 2018 podpisał kontrakt z Weresem Równe. W lipcu 2018 po zamianie miejsc ligowych dwóch klubów został piłkarzem FK Lwów, w którym grał do końca roku.